# Hillsong Church
 Der er for få eller ingen kildehenvisninger i denne artikel, hvilket er et problem. Du kan hjælpe ved at angive troværdige kilder til de påstande, som fremføres i artiklen.

Hillsong er en megakirke med rødder i pinsekirken. Kirken ligger i Sydney, Australien. Kirkens seniorpastorer, Brian og Bobbie Houston, grundlagde i 1983 kirken under navnet Hills Christian Life Centre (Hills Kristne Livscenter). Dengang lå kirken i Baulkham Hills. Senere slog Hills Christian Life Centre sig sammen med Sydney Christian Life Centre. Ugentligt er der mere end 20.000 mennesker til gudstjeneste i kirken.
Hillsong er en såkaldt "Multi-site church" med 4 hovedafdelinger i Sydney. Deres hovedafdeling, "Hills", ligger i Baulkham Hills' nordvestlige forretningsområde i Hills-distriktet. De tre andre afdelinger, "City", "South-west" og "Brisbane", ligger i hhv. Waterloo (nær centrum af Sydneys forretningsområde), Campbelltown og Mount Gravatt (Brisbane, Queensland).
Ud over disse 4 hovedafdelinger har Hillsong 14 mindre afdelinger i Sydney. Disse afdelinger er baseret på enten placering eller kultur og er afhængige af Hillsongs støtte og lederskab.
Hillsongs internationale afdelinger er kirker som Hillsong Church London i England, Hillsong Church Kiev i Ukraine, Hillsong Church Stockholm i Sverige, Hillsong NYC i New York, USA og Hillsong Church Cape Town i Sydafrika. Derudover, holder man også Hillsonggudstjenester i Paris, Konstanz, Amsterdam, Moskva, Aarhus og København.
Hillsong Music har toppet flere australske hitlister med albums, der har vundet stor hæder i Australien. Internationalt kendes Hillsong for deres undervisning, deres musik og deres årlige Hillsong-Konference, der samler mere end 28.000 mennesker. Deres TV-program Hillsong Television bliver set i mere end 160 lande, og deres internationale skole for lederskab har mere end 900 elever.

## Historie
I 1978 flyttede Brian og Bobbie Houston væk fra New Zealand og tilsluttede sig Sydney Christian Life Centre i Darlinghurst, med Brian Houstons far, Frank Houston, som pastor. I august 1983 startede de Hillsong Church, der dengang var kendt som Hills Christian Life Centre, hvor de holdt gudstjenester i den lokale skoles hal. Dengang havde de 45 medlemmer og i løbet af fire år, steg det antal til 900.
I 1984 flyttede de til nye lokaler, som de kaldte "The Warehouse" (Varehuset), og senere, i 1990 skiftede de endnu engang, denne gang til Hills Centre.
I 1986 startede de en årlig konference, som i dag kendes som "Hillsong Conference".
I starten af 1990'erne, begyndte Hills Christian Life Centre at udgive lovsangscd'er både i Australien og internationalt, under navnet Hillsong. Dette løftede kirken profil udadtil. Navnet Hillsong bliver også brugt til et TV-show med klip fra optagelserne af cd'erne og en besked fra Brian Houston.
I 1997 flyttede kirken til sin nye bygning i Baulkham Hills' nordvestlige erhvervsområde.
I slutningen af 1990tallet gik det op for kirken og dens ledelse, at navnet Hillsong var mere kendt end Hills Christian Life Centre pga. deres cd'er. Derfor valgte man i 1999 at omdøbe kirken til Hillsong Church. Det var også på den tid, at den moderkirke valgte at slå sig sammen med Hillsong Church.
Efter længere tids vækst i medlemstallet, blev der bygget et nyt 3.500 sæders mødesal. Det blev indviet d. 19. oktober 2002 af John Howard, den forhenværende premierminister i Australien.

## Internationale udvidelser
I 1990'erne blev Kiev Christian life Centre og London Christian life Centre grundlagt, med rødder i Hills Christian life Centre, men uafhængige af denne. Da Hills Christian life Centre skiftede navn til Hillsong Church valgte de internationale kirker også at gøre dette. De skiftede navne til hhv. Hillsong Kiev og Hillsong London. Det valgte de at gøre, selvom de var uafhængige af Hillsong Church.
Hillsong London har nu udvidet med gudstjenester i både Surrey og Paris. I Marts 2007, oprettede Hillsong Kiev en kirke i Moskva, der startede med regulære møder i Juli 2007. I oktober 2007 blev det meddelt, at Phil og Lucinda Dooley ville "plante" en kirke i Syd-afrika i Marts 2008. Hillsong Stockholm i Sverige, tidligere kendt som Passion Churc, blev startet i 2008-2009. Seniorpastoren i Stockholm er Andreas Nielsen, og deres gudstjenester bliver holdt i en lille hal, som de lejer af et lokalt dramahold.
I Tokyo, Osaka, Yokohoma, Sapporo og Hong Kong, har man startet Hillsongkirker under navnet Jesus Lifehouse (Jesu Livshus).
I takt med at Hillsong Church voksede tilsluttede andre kirker sig, og nye blev grundlagt. Der bliver også holdt gudstjenester for kulturelle grupper på andre sprog. Disse gudstjenester bliver styret af en gruppe mennesker, der selv styrer deres kirke, men som bruger Hillsong Church som støtte og lederskab, og har også samme vision som Hillsong Church. I skrivende stund er der 15 af disse kirker i Sydney, og mange af dem, er med til aftenmøderne om søndagen i "Hills" og "City"
I september 2007, startede Brian Houstons søn, Ben Houston, den 15. kirke i Sydney i et område der kaldes Mona Vale.
I København holder kirken til i Bremen Teater og ledes af Thomas Hansen, søn af prædikanten Moses Hansen.
Den 15. februar 2017 blev Hillsong Aarhus offentliggjort. Hillsong Aarhus har gudstjenester på spillestedet Train og er en del af Hillsong Copenhagen, hvorfor den også ledes af Thomas Hansen.

## Tro
Hillsong er en del af "Assemblies of God in Australia", der hører under pinsebevægelsen inden for kristendommen. Kirkens tro er både evangelisk og pinsebevægelig da den ser Bibelen som præcis og autoritativ i hvad der har med tro at gøre, og at Jesus Kristus forsonede menneskeheden med Gud gennem sin død og opstandelse.
Kirken tror på, at man, for at kunne leve et frugtbærende kristenliv, som enkeltperson bør få dåben i Helligånden, og at man skal lade Helligåndens gaver indgå i sit liv. Dette inkluderer tungetale.
Hillsongs mening i mange omdiskuterede emner i moderne kristendom er i overensstemmelse med den "mainstreame" pinseholdning, nemlig at homoseksualitet er unaturligt, de er imod forskning i embryonale stamceller og abort, da livet begynder ved undfangelsen. Hillsong har også erklæret sin støtte til kreationisme og intelligent design og mener at disse emner bør indgå i undervisningen i skolen.
Hillsongs undervisning i fremgangsteologi er blevet kritiseret af kristne ledere som Tim Costello og George Pell. Efterfølgende redegørelser af Tim Costello, indikerer at han var tilfreds med de ændringer Brian Houston lavede i Hillsongs undervisning efter kritikken, en forandring som også blev set af medierne. Hillsongs undervisning har fået positive kommentarer fra Peter Costello, en baptist og forhenværende skatteminister i Australien, der forsvarede kirken mod anklager om uortodoksi.

## Lederskab
Hillsong Church bliver ledt af et ældsteråd bestående af syv ældste. Ældsterådet leder kirken på både det åndelige og det bestyrelsesmæssige plan. Kirkens seniorpastorer virker som både Leder af ældsterådet, kasserer og sekretær. De ældste, der sidder i ældsterådet, er ledende medarbejdere og virksomhedsejere fra Hillsong Churchs menighed. Ældsterådet bliver valgt for et år, og lederstillinger i kirken uddelegeres efter aftale.